# Буковиця (Іванчна Гориця)
Буковиця (словен. Bukovica) — поселення в общині Іванчна Гориця, Осреднєсловенський регіон, Словенія. Висота над рівнем моря: 342,9 м.